# Halfway (ort i Irland)
Halfway är en ort i republiken Irland.   Den ligger i grevskapet County Cork och provinsen Munster, i den södra delen av landet, 230 km sydväst om huvudstaden Dublin. Halfway ligger 107 meter över havet och antalet invånare är 201.
Terrängen runt Halfway är platt, och sluttar söderut. Runt Halfway är det ganska tätbefolkat, med 52 invånare per kvadratkilometer. Närmaste större samhälle är Cork, 12,7 km nordost om Halfway. Trakten runt Halfway består i huvudsak av gräsmarker.